# Iwan Trietjak
Iwan Moisiejewicz Trietjak (ros. Ива́н Моисе́евич Третья́к, ur. 20 lutego 1923 we wsi Małaja Popowka w obwodzie połtawskim, zm. 3 maja 2007 w Moskwie) – radziecki dowódca wojskowy, generał armii, wiceminister obrony ZSRR (1986-1991), Bohater Związku Radzieckiego (1945), Bohater Pracy Socjalistycznej (1982).

## Życiorys
Uczył się w technikum rolniczym w Połtawie, w listopadzie 1939 wstąpił do Armii Czerwonej, 1941 skończył szkołę wojskową w Astrachaniu. Od grudnia 1941 na froncie II wojny światowej, walczył na Froncie Zachodnim i 2 Nadbałtyckim jako dowódca kompanii i zastępca dowódcy samodzielnego batalionu, a od lipca 1943 dowódca batalionu. Od 1943 należał do WKP(b).
W 1944 jako major i dowódca batalionu wyróżnił się podczas walk nad rzeką Wielikaja oraz na Łotwie i w Kurlandii, był 4 razy ranny.
W 1949 ukończył Wojskową Akademię im. Frunzego, 1949-1950 był zastępcą szefa Wydziału Przygotowania Bojowego 11 Gwardyjskiej Armii, 1950-1956 dowodził 75 Gwardyjskim Pułkiem Zmechanizowanym w Nadbałtyckim Okręgu Wojskowym, a 1956-1957 26 Gwardyjską Dywizją Nadbałtyckiego Okręgu Wojskowego. W 1957 otrzymał stopień generała majora. W 1959 ukończył Wojskową Akademię Sztabu Generalnego.
W latach 1959-1960 był szefem sztabu 18 Armii Ogólnowojskowej Grupy Wojsk Radzieckich w Niemczech, 1960-1964 szefem sztabu 3 Gwardyjskiej Armii Ogólnowojskowej w Magdeburgu, 1964-1967 dowodził 4 Armią Ogólnowojskową Zakaukaskiego Okręgu Wojskowego w Baku.
Od września 1967 do czerwca 1976 dowódca Wojsk Białoruskiego Okręgu Wojskowego, od czerwca 1976 do czerwca 1984 dowódca wojsk Dalekowschodniego Okręgu Wojskowego, 29 października 1976 awansowany na generała armii, od czerwca 1984 do lipca 1986 głównodowodzący Wojskami Dalekiego Wschodu, 1986-1987 główny inspektor Ministerstwa Obrony - zastępca ministra obrony ZSRR. Od czerwca 1987 do sierpnia 1991 głównodowodzący Wojskami Obrony Powietrznej - zastępca ministra obrony ZSRR, zastępca głównodowodzącego Zjednoczonych Sił Zbrojnych - dowódca wojsk Obrony Powietrznej Państw-Stron Układu Warszawskiego.
W sierpniu 1991 zwolniony ze służby.
Od 1971 zastępca członka, a od 1976 członek KC KPZR. Deputowany do Rady Najwyższej ZSRR od 7 do 11 kadencji. Honorowy obywatel Chabarowska (1984).

## Odznaczenia
- Złota Gwiazda Bohatera Związku Radzieckiego (24 marca 1945)
- Medal Sierp i Młot Bohatera Pracy Socjalistycznej (16 lutego 1982)
- Order Lenina (czterokrotnie - 24 marca 1945, 4 maja 1972, 21 lutego 1978 i 16 lutego 1982)
- Order Czerwonego Sztandaru (trzykrotnie - 15 lipca 1944, 14 października 1944 i 22 lutego 1968)
- Order Kutuzowa III klasy (29 września 1943)
- Order Aleksandra Newskiego (20 marca 1945)
- Order Wojny Ojczyźnianej I klasy (11 marca 1985)
- Order Czerwonej Gwiazdy (dwukrotnie)
- Order „Za służbę Ojczyźnie w Siłach Zbrojnych ZSRR” II klasy (22 lutego 1989)
- Order „Za służbę Ojczyźnie w Siłach Zbrojnych ZSRR” III klasy (30 kwietnia 1975)
- Order „Za zasługi dla Ojczyzny” IV klasy (23 lutego 2003)

Medale ZSRR i ordery zagraniczne.